# Malo (Italia)
Malo (Mało in veneto) è un comune italiano di 14 685 abitanti della provincia di Vicenza in Veneto.

## Storia

### Epoca antica
Probabilmente, il territorio maladense - che fino al XIV secolo d.C. comprendeva anche quello dell'attuale comune di Monte di Malo - fu abitato dagli euganei fino all'VIII secolo a.C., quando furono spinti sui monti dall'arrivo dei veneti che avevano invaso la pianura e si insediarono fin sulle pendici collinari.
Si sono rinvenute tracce delle culture neolitica e dell'età del ferro - manufatti, cocci, selci (anche asce di selce, risalenti a 4000-3000 anni a.C., ritrovate nel centro storico) che comprovano la presenza umana - intorno a monte Oresco, sul colle della Sisilla, su monte Palazzo, vicino alla frazione di San Tomio, presso Priabona e il Buso della Rana. Probabilmente queste tracce riguardano insediamenti situati lungo la cosiddetta pista dei veneti, che collegava tutti gli sbocchi delle valli seguendo la linea pedemontana, a iniziare da Sovizzo e Creazzo per proseguire costeggiando le colline fino a Schio, e da qui verso Caltrano e fino a Marostica e oltre.
In epoca romana la zona di pianura dell'alto vicentino fu interessata a centuriazione, testimoniata dal tracciato di strade e carrarecce che si conformano all'andamento a scacchiera di cardini e decumani. Asse della centuriazione era il rettifilo tra Vicenza e Santorso, che corrispondeva, in territorio maladense, al Trozo Maran da San Pietro a Ca' Losca. Nei pressi di San Tomio sono state ritrovate tombe e un mosaico pavimentale, appartenente ad una villa romana.

### Alto Medioevo
Con la caduta dell'Impero Romano d'Occidente anche il territorio maladense venne interessato dalle invasioni e dall'insediamento di popoli barbari. Nelle vicinanze di Priabona esiste ancora oggi un'antica chiesa dedicata a San Giorgio, venerato dai Longobardi in quanto santo guerriero, da cui la supposizione che fosse la chiesa della fara che custodiva il passo. In via Porto, nel centro storico, fu rinvenuta una spada longobarda, mentre presso la pieve di Santa Maria furono ritrovati mattoni di fattura longobarda.
Nel 910, per far fronte alle incursioni degli Ungari, l'imperatore Berengario I donò al vescovo di Vicenza Vitale tre curtes dell'Alto Vicentino, tra le quali la curtis di Malo (Maladum) che si estendeva sulla destra del torrente Leogra fino alle montagne di confine; il vescovo fortificò il territorio facendo costruire tutta una serie di castelli a difesa dei villaggi e delle campagne. La donazione fu confermata con il privilegio dell'anno 1000, con il quale l'imperatore Ottone III esentava i castelli vescovili, tra cui quello di Malo, dalla prestazione della tassa del fodro dovuta agli ufficiali dell'impero; un'ulteriore conferma si ha nel 1026 da un atto dell'imperatore Corrado II il Salico, che fa riferimento ad un castello: et castellum in eodem loco de Malado.
Nel 983 i monaci di San Felice - che proseguivano nella loro opera di colonizzazione e bonifica dei terreni paludosi lungo la strada pedemontana - possedevano in Malado casali novem, come afferma il privilegio del vescovo vicentino Rodolfo. Stante il nome del santo titolare, l'attuale chiesa parrocchiale di Malo, dedicata a San Benedetto, è indubbiamente di origine benedettina.
Durante l'XI e il XII secolo forte fu la contrapposizione tra i vescovi di Vicenza e i conti Maltraversi, che da essi avevano ricevuto i feudi di Malo, Torrebelvicino e Santorso sulla destra del Leogra, ma che tentavano di usurparli. La contrapposizione portò all'uccisione, nel 1184, del vescovo di Vicenza Giovanni de Surdis Cacciafronte da parte di un sicario di Malo, di nome Pietro, ritenuto su mandato del conte Uguccione. Secondo gli storici il vescovo insorgeva con energia contro i ricchi, i nobili e i magnati di Malo, e non soltanto di Malo, che occupavano e distruggevano i beni dei contadini, oltre che della Chiesa. Le dispute non cessarono con la sua morte e il successivo vescovo Pistore fu ucciso nel 1200 presso il castello di Pievebelvicino in uno scontro con il conte Uguccione che aveva occupato il feudo vescovile. Dopo questi fatti i Maltraversi furono privati dei feudi.
I pesanti debiti contratti dei vescovi di Vicenza presso gli usurai, li costrinsero ad alienare alcuni beni della chiesa; nel 1213 Nicolò Maltraversi - l'amministratore apostolico imposto da papa Innocenzo III - sospese le vendite e con una saggia amministrazione riuscì a ridurre il grosso debito, ma il successore vescovo Zilberto fu comunque costretto nel 1222 a vendere a un certo Savino i castelli di Malo e di Priabona (Petra mala) con il consenso dei legati pontifici Giordano, vescovo di Padova, e Giordano Forzatè, priore del monastero di San Benedetto di Padova.

### Basso Medioevo
Si può far risalire l'origine del comune di Malo al XII secolo, quando dopo la nascita del comune di Vicenza, sorsero sul territorio molte comunità rurali che si dotarono di statuti.
Nel 1230 Savino del fu Giovanni da Faenza, presentato con esplicita raccomandazione ecclesiastica del papa Onorio III, fu nominato conte di Malo dall'imperatore Federico II. Sembra comunque che - come molti altri nuovi ricchi del tempo - fosse un usuraio; così si desume da atti del 1204, per un prestito ad usura ad un nobile milanese scolaro dello Studio di Vicenza, e da un prestito del 1225 alla contessa Adelasia, madre dei conti Guido e Alberto Maltraversi.
Il conte Savino aveva come vicecomes un certo Bartolomeo Pagani di Malo, anch'egli usuraio, che nel 1225 comperò dal comune di Malo, pesantemente indebitato a causa dei suoi stessi prestiti, beni situati in Leguzzano e altre località del monte.
Savino concluse anche alleanze matrimoniali: aveva due figlie, Ziborga e Anselice; la prima andò sposa a Guido Maltraversi, figlio di Emilia da Romano, mentre il fratello di Guido, Uguccione, sposò Anselice; ciononostante, le loro doti non furono sufficienti a sollevare i Maltraversi dalle disastrose condizioni economiche in cui versavano.
Sembra che il conte Savino, passato dalla parte ghibellina - e cioè dalla fedeltà a Federico II di Svevia e al suo vicario Ezzelino III da Romano - alla parte guelfa, sia morto nel 1241 a San Bonifacio in battaglia contro Ezzelino. Probabilmente il castello di Malo, insieme a quello di Priabona, fu distrutto in quegli anni - dal 1311 non se ne fa più menzione - dallo stesso Ezzelino o poco dopo dai padovani, che dal 1265 dominarono su Vicenza e sul contado in seguito al patto di custodia.
Morto Beroardo Maltraversi, figlio di Ziborga, come nobili possidenti in quel di Malo si fa menzione dapprima, nel 1298, di Enrico Scrovegni e poi di Vitaliano dei Lemici, entrambi provenienti da potenti famiglie di usurai padovani. Nel 1311 Vicenza e il territorio, anche a seguito di una congiura di nobili vicentini accordatisi con Enrico VII di Lussemburgo e Cangrande della Scala, si liberarono dal dominio padovano.
Dopo questi avvenimenti la vita pubblica, in mancanza di signori feudali, venne amministrata dal Comune, che si apprestò a definire i confini della circoscrizione comunale, confini che a quel tempo erano più estesi di quelli odierni e comprendevano anche il territorio dell'attuale comune di Monte di Malo. Erano invece in contestazione i confini con Leguzzano e queste diatribe fra comuni portarono a ripetuti interventi dei Signori della Scala.
Durante la signoria scaligera l'amministrazione civile fu organizzata in vicariati. Malo fu sede di uno tra gli 11 vicariati maggiori del territorio vicentino e la sua giurisdizione comprendeva le comunità rurali di Malo, Castelnovo, Isola di Malo, Ignago, Monte di Malo, Priabona e Torreselle.
Già nel XIV secolo si videro segni di frattura tra la zona di pianura e quella del monte per motivi essenzialmente etnici: il piano era abitato da genti latine mentre il monte da genti di lingua tedesca, che nel corso del secolo precedente si erano insediate in tutta la zona collinare e montana. Così nel 1322 Bailardino Nogarola, podestà di Vicenza per conto di Cangrande della Scala, concesse ai tedeschi che abitavano oltre il torrente Giara o Livergon una notevole autonomia e vari privilegi, fatti salvi gli oneri verso il comune di Vicenza.

#### La pieve di Malo
Il municipium romano di Vicenza era diviso anticamente in pagi, distretti, tra cui quello di Maladum. Affermatosi il cristianesimo nel V-VI secolo, l'organizzazione ecclesiastica si modellò su quella civile e la pieve di Santa Maria - la chiesa del Castello, oggi detta anche di Santa Libera - ebbe la funzione di chiesa madre del territorio circostante. L'antico territorio pievano comprendeva anche gli attuali comuni di Marano Vicentino, Monte di Malo e Isola Vicentina.
Nel 1388 le genti e il sacerdote del monte chiesero al vescovo di Vicenza Pietro Filargo, e successivamente a Roma per conferma apostolica, di poter essere separati dalla pieve matrice e retti in parrocchia autonoma. La conferma apostolica di papa Innocenzo VII fu ricevuta ed eseguita dal vescovo Giovanni Castiglione; le motivazioni della separazione furono: l'uso della lingua tedesca, la distanza dalla pieve e l'amministrazione dei sacramenti riservata all'arciprete della pieve per cui molti morivano senza sacramenti. Comunque, almeno sotto l'aspetto formale, con sentenza del 1407 vennero confermati i diritti della pieve.

### Epoca moderna
Nel 1437 il piano e il monte facevano ancora parte dello stesso comune, ma è evidente dalle fonti una certa autonomia del monte che allora comprendeva le terre oltre il torrente: Santomio, Priabona, Campipiani, Faedo fino a dei mansi in Leguzzano.
Dai documenti è evidente che già era in atto la separazione del piano dal monte, di fatto in atto nel 1456; nel 1468 si decise la separazioni degli estimi comunali, mentre con atto del 1496, peraltro andato perduto, si sancì la definitiva separazione tra il comune di Malo e quello di Monte di Malo.

### Epoca contemporanea
Durante la seconda guerra mondiale 14 famiglie di profughi ebrei (38 adulti e 11 minori) furono internate a Malo. Con l'occupazione tedesca, quasi tutti gli internati lasciarono il paese, già il 14 settembre 1943, dirigendosi verso Sud nel tentativo di raggiungere le zone liberate. Riusciranno tutti a sopravvivere, con l'eccezione di una coppia di anziani coniugi, Samuel e Sabine Mangel, i quali, rimasti in paese, saranno arrestati il 13 dicembre 1943 e deportati a fine gennaio 1944 ad Auschwitz dove verranno uccisi all'arrivo.

## Monumenti e luoghi d'interesse

### Architetture religiose
- Chiesa di Santa Maria in San Benedetto
- Santuario di Santa Libera
- Chiesa di San Bernardino (ora sala consigliare)
- Chiesetta di San Francesco in via Muzzana, già cappella gentilizia di villa Muzani Castellani Fancon
- Chiesa di San Nicola in via Porto
- Chiesa di Santa Maria

### Architetture civili
- Villa Clementi

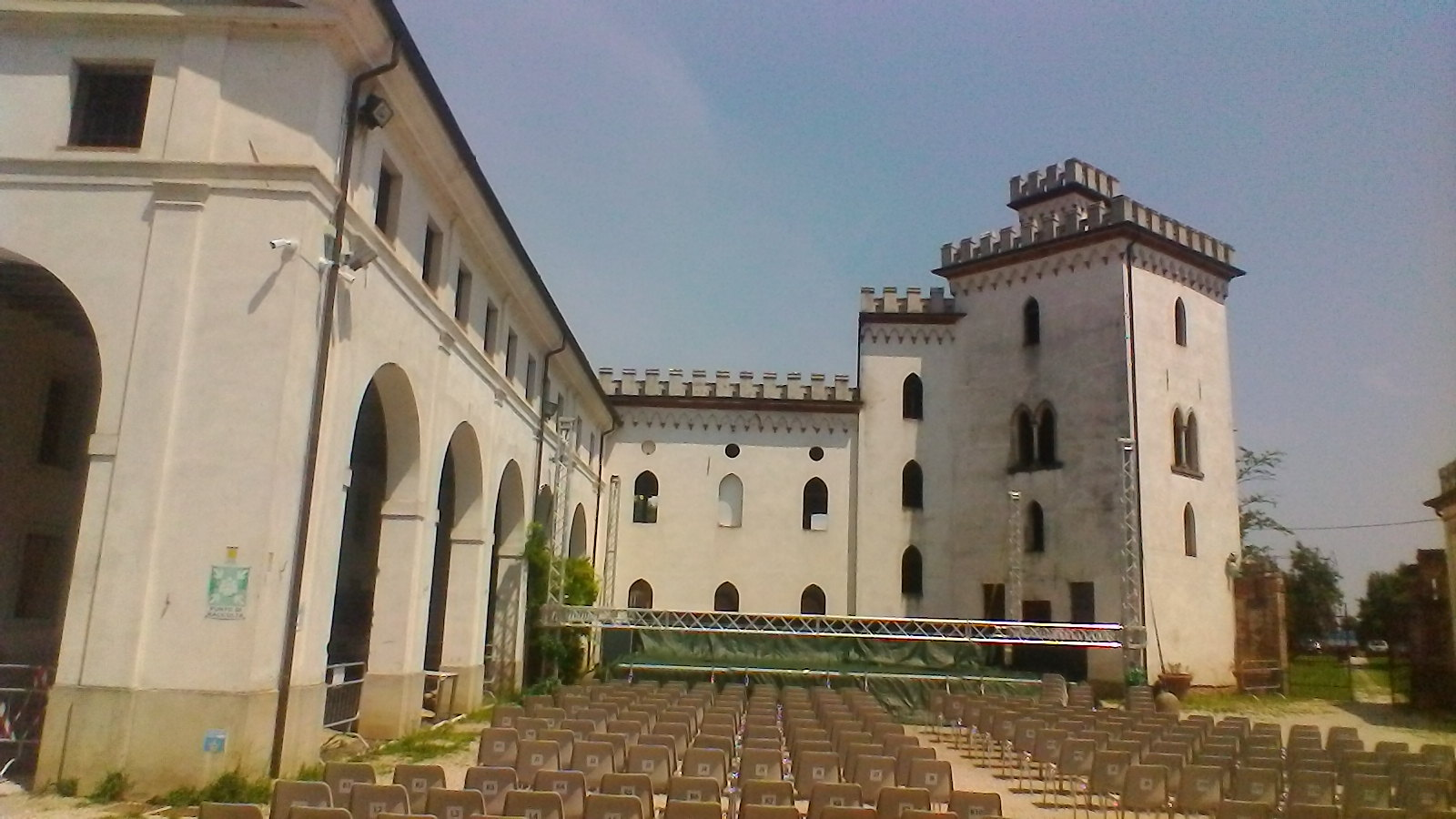
Interno di villa Clementi, con la sua barchessa e la torretta.

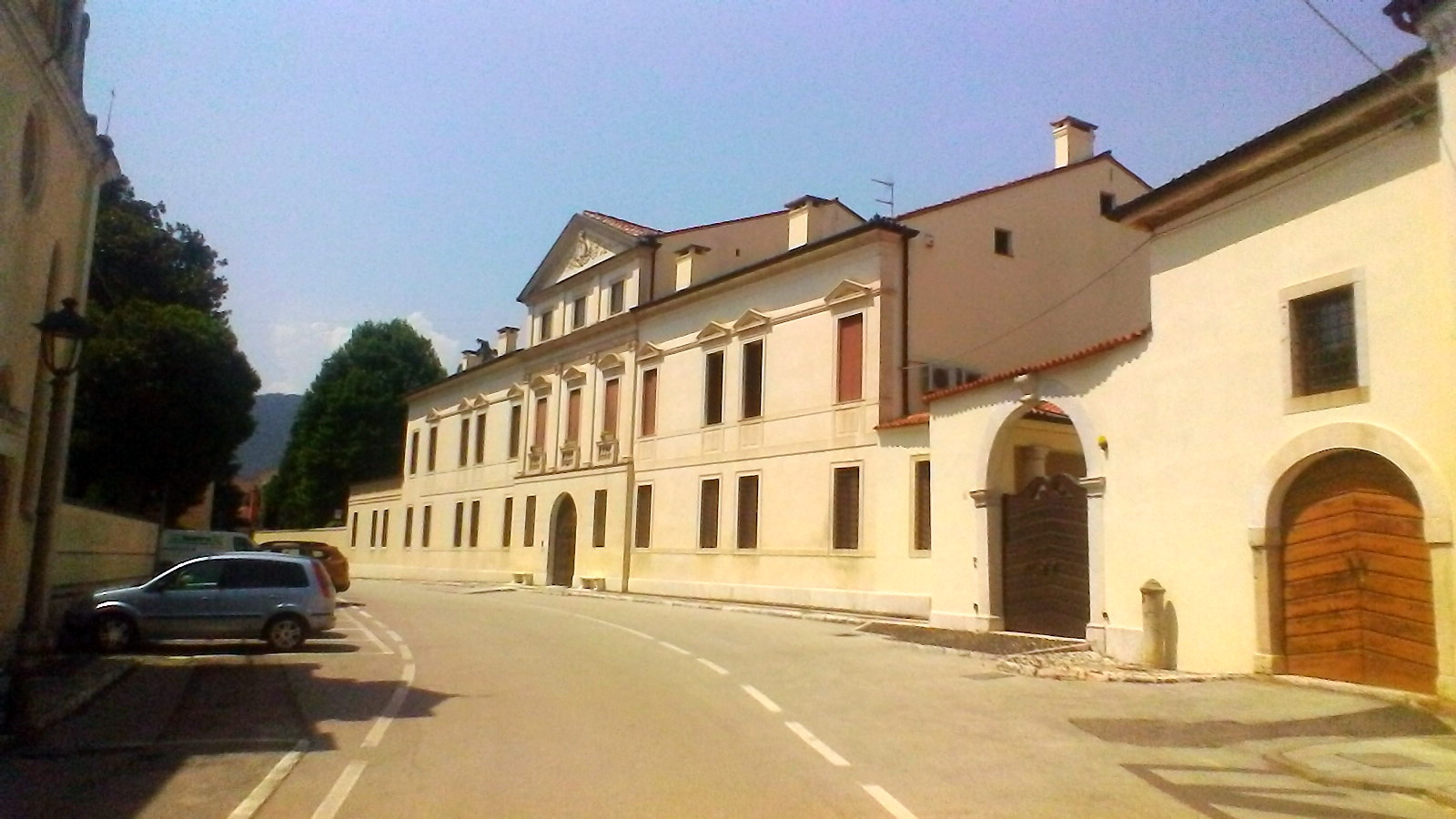
Villa Muzani Castellani Fancon.

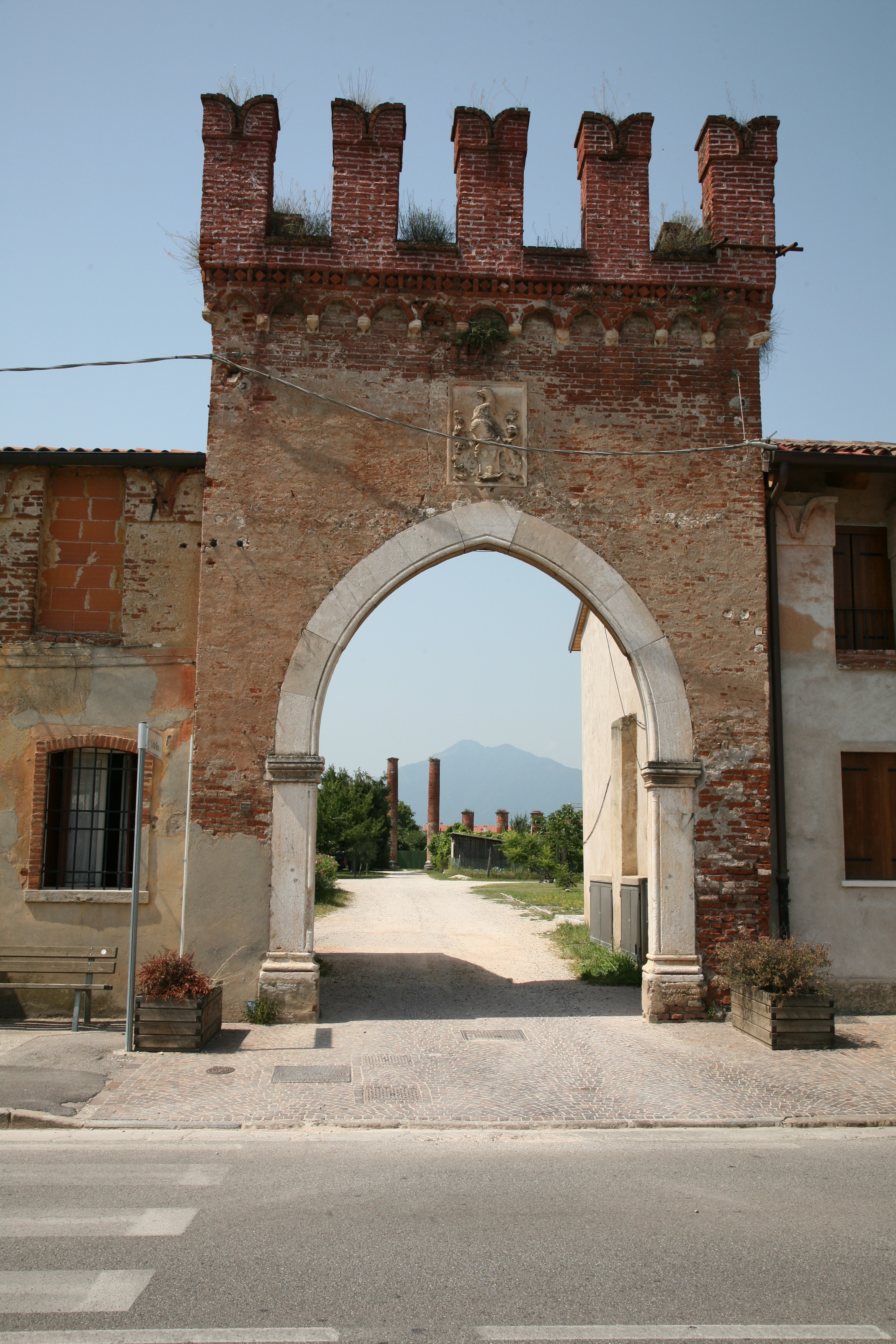
Il portale d'ingresso di Villa Porto.

- Villa Muzani Castellani Fancon: edificata dalla famiglia Muzani e più volte modificata e ampliata negli anni, il complesso, sito in via Muzana, una delle più antiche contrade dell'abitato, comprende la casa padronale con la barchessa oramai priva di tetto, bruciato in un incendio a inizio XX secolo, il prospiciente giardino romantico e la cappella gentilizia, proto-rinascimentale, dedicata a san Francesco d'Assisi.
- Oratorio in Contrà Pisa: annesso a Villa Muzani, risale al 1758; fu restaurato nel 1798 unitamente alla villa, distrutta nel 1919 dallo scoppio della polveriera situata in zona; l'ultimo restauro fu realizzato nel 2001.[19]
- Villa Porto, a Molina di Malo
- Barco Ghellini, a San Tomio
- Corte dei Loschi e Villa Checcozzi Dalle Rive

### Altro
- Castello gotico di Giovanni Da Porto

## Società
Malo è il decimo comune della provincia di Vicenza come numero d'abitanti.
Nel Cinquecento contava circa 1 500 abitanti

### Evoluzione demografica
Abitanti censiti

## Cultura

### Eventi
- 8 settembre: Festa patronale di Santa Maria Liberatrice
- Carnevale di Malo: con maestosi carri allegorici che da più di 90 anni sfilano per le vie del centro storico per aggiudicarsi la "pessa". Da qualche anno se ne svolge una versione estiva, il Carnevale Estate.
- AIM Energy Ultra Trail e AIM Energy Wild Trail: sono corse a piedi lungo i sentieri collinari/alpini di Malo; il primo percorso sarà di circa 50 km e 2100m di dislivello positivo, mentre il secondo coprirà una distanza di circa 16 km e 600m di dislivello positivo
- Sagra Campestre dea Pisa: in memoria dello scoppio della polveriera di Villa Pisa del 25 marzo 1919. Dal 2015 al 2019 l'organizzazione è stata cura del Gruppo Scout Malo 1.

## Geografia antropica

### Frazioni e contrade
Il Comune di Malo comprende le frazioni di Case, Molina e San Tomio, oltre alle contrade:
Borgo Redentore, Canova, Colombaretta, Fondo Muri, Lapi, Marchiori, Martinè, Pisa, Santa Maria Celeste, Tirondolo di Mezzo, Tirondolo di Sotto, Vallugana Alta, Vallugana Bassa, Vergan, Visan-Busati, Volpare.
Altre località:
- Montècio, monte nei pressi del capoluogo, popolare per il fatto che le persone di ogni età qui fanno lunghe corse e passeggiate.

A proposito di questo monte esiste un'antica leggenda: si racconta che, quando Dio finì di creare il mondo, gli restò un pezzo di terra che non sapeva dove mettere; quindi lo mise in corrispondenza di quella zona e nel corso dei secoli diventò un piccolo monte.
La sua storia parte da lontano. Conosciuto dai latini come Monticulus o Monticlus, il monticello, ospitava fin al quattrocento una zona boscosa d'altura che si estendeva compatta a nord-ovest fino alle sponde del torrente Livergon e oltre sulle pendici del Monte di Malo. Vi dominava una foresta di roveri, lecci, frassini, castagni con radure a macchia di noccioli e ontani. Dagli inizi del Cinquecento viene denominato il Montecio e diventa luogo di contrasto tra due concezioni opposto di uso del territorio. La famiglia Muzani di Capovilla vi sistema alcune terrazze per olivi presso le falde sud-ovest dell'altura e vi costruisce una torretta-roccolo. Per anni i maladensi faranno causa alla famiglia per avere un uso libero del monticello per la caccia, pesca, legnatico e raccolta. Testimonianza di queste liti sono raccolte numerose nell'archivio storico del Comune e nell'archivio di stato. Le aree intorno al Montecio già nel 1668 risultano quasi completamente di proprietà dei Muzan che oltre agli olivi piantano alberi da frutto, viti e castagni. Nel 1700 si aggiungono una quagliara, piscine e canali per irrigazione con le acque deviate dal Livergon e allevamento di pesci. Sempre in quel secolo si costruirà la "mura dal conte" che, da ogni lato, circonderà l'area del Montecio e di altri 75 campi vicentini. Si crea così l'area recintata più grande di tutto il paese.
Nella metà dell'Ottocento le terrazze della collina sono in abbandono. La zona viene abbandonata e vi cresce spontaneo un bosco di castagni finché nel 1867 da Venezia vengono ad abitare a Malo Antonio e la figlia Elena Muzan, sposa del conte Aldo Morandi Bonacossi. Questi cura il rinnovamento arboreo ripristinando balze e vigneto, filari di olivi e piante da frutto nelle terrazze sud-ovest. Nelle groppe dell'altura, accanto ai ceppi di castagni vengono piantati degli abeti.
Nel 1917 la collina viene sconvolta da trincee, terrapieni e gallerie per approntare difese in vista della resistenza qualora gli austriaci rompessero il fronte sul Pasubio.
Attorno al 1950 la "mura del Conte" venne abbattuta, restano solo due pilastri settecenteschi che immettevano nel "serraglio". Sono visibili presso il centro di Malo di fronte al Museo Casabianca.
Quasi tutti i campi del brolo vengono trasformati in zona edificabile e riempiti da varie costruzioni residenziali. Unico luogo salvato dalla cementificazione, il Montecio. Simbolo di un territorio completamente trasformato dall'uomo è ora diventato un piccolo polmone verde ricco di fauna selvatica e di fatto divenuto il luogo più amato dai maladensi.
- Montepian, monte nei pressi di Malo.

## Infrastrutture e trasporti
Il trasporto pubblico a Malo è garantito dalle autocorse svolte dalla Società Vicentina Trasporti (SVT).
Con il regio decreto n. 1818 del 7 luglio 1927 fu approvato il progetto di una linea tranviaria che avrebbe dovuto congiungere Vicenza con Malo ma che, a causa delle difficoltà economiche del periodo, non fu realizzata.
Da giugno 2020 il comune è servito dalla superstrada "Pedemontana Veneta".

## Amministrazione

### Sindaci dal 1946
|                                                      | Girolamo Castellani                  | Democrazia Cristiana | 1946-1951      | 1946   |
|                                                      | Pietro Migliorini                    | Democrazia Cristiana | 1951-1960      | 1951   |
| 1956                                                 | Pietro Migliorini                    | Democrazia Cristiana | 1951-1960      |        |
|                                                      | Giuseppe Dal Maso                    | Democrazia Cristiana | 1960-1970      | 1960   |
| 1964                                                 | Giuseppe Dal Maso                    | Democrazia Cristiana | 1960-1970      |        |
|                                                      | Giovanni Saccardo                    | Democrazia Cristiana | 1970-1975      | 1970   |
|                                                      | Silvio Eupani                        | Democrazia Cristiana | 1975-1977      | 1975   |
|                                                      | Luciano Spillare                     | Democrazia Cristiana | 1977-1990      | (1975) |
| 1980                                                 | Luciano Spillare                     | Democrazia Cristiana | 1977-1990      |        |
| 1985                                                 | Luciano Spillare                     | Democrazia Cristiana | 1977-1990      |        |
|                                                      | Maria Rosaria Migliorin              | Democrazia Cristiana | 1990-1995      | 1990   |
| Sindaci eletti direttamente dai cittadini (dal 1995) |                                      |                      |                |        |
|                                                      | Pietro Ermenegildo Zaccaria          | Centro-sinistra      | 1995-2004      | 1995   |
| 1999                                                 | Pietro Ermenegildo Zaccaria          | Centro-sinistra      | 1995-2004      |        |
|                                                      | Antonio Antoniazzi                   | Lega Nord            | 2004-2005      | 2004   |
|                                                      | Sergio Porena (Commiss. prefettizio) | -                    | 2005           | -      |
|                                                      | Antonio Antoniazzi                   | Lega Nord            | 2005-2015      | 2005   |
| 2010                                                 | Antonio Antoniazzi                   | Lega Nord            | 2005-2015      |        |
|                                                      | Paola Lain                           | Centro-destra        | 2015-2020      | 2015   |
|                                                      | Moreno Marsetti                      | Lega                 | 2020-in carica | 2020   |

### Gemellaggi
- Peuerbach, dal 1997
- Città della Speranza

## Sport

### Società sportive
- Handball Malo
- Pallamano Guerriere Malo
- Unione Sportiva Malo
- Basket Malo
- Pattinaggio Artistico Malo
- Arcieri Maladensi
- Ca5 Monte di Malo
- U.S. Calcio San Tomio ASD